# FAOS
FAOS (Forskningscenter for Arbejdsmarkeds- og Organisationsstudier) er et eksternt finansieret forskningscenter tilknyttet Sociologisk Institut, Københavns Universitet.